# Sophronica nigrosetosa
Sophronica nigrosetosa là một loài bọ cánh cứng trong họ Cerambycidae.